# كفاءة استخدام الماء
كفاءة استخدام الماء هو تعبير يستخدم في علم فسيولوجيا النبات وعلم الإنتاج النباتي للدلالة على قدرة النبات على تحويل الماء المستعمل في النتح إلى مادة جافة من خلال عمليات الأيض. يمكن حساب كفاءة استخدام الماء للغلال (مثل حبوب الحنطة أو الذرة، الخ) أو للمادة الجافة الهوائية (مجموع الساق والأوراق والثمار). تحسب كفاءة استخدام الماء بتقسيم وزن المادة الجافة (بالغرام أو الكغم أو الطن، الخ) على كمية الماء المستخدمة (بالملم أو بالليتر أو بالمتر المكعب).
و يُشار إلى نوعين من كفاءة استخدام المياه على نحو متكرر:
- كفاءة استخدام المياه في البناء الضوئي (وتسمى أيضا كفاءة استخدام المياه الذاتية أو الآنية)، والتي تعرف بأنها نسبة معدل تثبيت الكربون في (التمثيل الضوئي) إلى معدل الرشح.
- كفاءة استخدام المياه للإنتاجية (وتسمى أيضا الكفاءة المتكاملة لاستخدام المياه)، والتي تعرف عادة بأنها نسبة الكتلة الحيوية المنتجة لمعدل الرشح.

إن الزيادات في كفاءة استخدام المياه  يتم الاستشهاد بها عادة كآلية استجابة لحدوث نقص معتدلة في مياه التربة، وقد كانت محورًا للعديد من البرامج التي تهدف إلى زيادة تحمل محاصيل الجفاف.  ومع ذلك، هناك بعض التساؤلات حول فائدة زيادة كفاءة استخدام المياه في النباتات في النظم الزراعية. كما أن عمليات زيادة إنتاج الغلة وتقليل فقدان الماء عبر الترشيح (أي: المحرك الرئيسي للزيادات في كفاءة استخدام المياه) تتعارض بشكل أساسي. إذا كان هناك حالة أدى فيها عجز المياه إلى انخفاض معدلات الرشح بدون خفض معدلات التمثيل الضوئي وإنتاج الكتلة الحيوية في نفس الوقت، ومن ثم سيتم تحسين كفاءة استخدام المياه إلى حد كبير وتصبح صفة مرغوبة في إنتاج المحاصيل.